# EuroChallenge
EuroChallenge – międzynarodowe, klubowe rozgrywki koszykarskie, utworzone z inicjatywy FIBA Europe wiosną 2003 pod nazwą Liga Europejska FIBA (ang. FIBA Europe League) i regularnie prowadzone przez tę organizację od sezonu 2003/2004, przeznaczone dla drużyn zajmujących czołowe miejsca w europejskich ligach krajowych, które nie zostały zakwalifikowane do Euroligi, bądź Pucharu ULEB.
Pod obecną nazwą rozgrywki te prowadzone są od sezonu 2005/2006.
W 2015 roku FIBA Europa rozwiązała te rozgrywki, aby rozpocząć nowe pod nazwą FIBA Europe Cup, w ramach konkurencji dla Eurocup (II. najwyższej klubowej klasy rozgrywkowej w Europie).

## Triumfatorzy i finaliści
| Edycja | Sezon   | Gospodarz finału | Zwycięzca                 | Pokonany               | Wynik |
| ------ | ------- | ---------------- | ------------------------- | ---------------------- | ----- |
| I      | 2003/04 | Kazań            | Uniks Kazań               | Maroussi Ateny         | 87-63 |
| II     | 2004/05 | Stambuł          | Dynamo Sankt Petersburg   | BK Kijów               | 75-74 |
| III    | 2005/06 | Kijów            | Joventut Badalona         | Chimki Moskwa          | 88-63 |
| IV     | 2006/07 | Girona           | Akasvayu Girona           | Azowmasz Mariupol      | 79-72 |
| V      | 2007/08 | Limassol         | Barons Ryga               | Dexia Mons-Hainaut     | 63-62 |
| VI     | 2008/09 | Bolonia          | Virtus Bolonia            | Cholet Basket          | 77-75 |
| VII    | 2009/10 | Getynga          | BG Göttingen              | Krasnyje Krylja Samara | 83-75 |
| VIII   | 2010/11 | Ostenda          | KRKA Novo mesto           | Lokomotiw Kubań        | 83-77 |
| IX     | 2011/12 | Debreczyn        | Beşiktaş JK               | Elan Chalon            | 91-86 |
| X      | 2012/13 | Izmir            | Krasnyje Krylja Samara    | Pınar Karşıyaka        | 77-76 |
| XI     | 2013/14 | Bolonia          | Grissin Bon Reggio Emilia | Triumf Lubiercy        | 79-65 |
| XII    | 2014/15 | Trabzon          | JSF Nanterre              | Trabzonspor            | 64-63 |

## Zwycięskie Składy
2003/04 Uniks Kazań (Rosja):
Chris Anstey, Saulius Štombergas, Martin Müürsepp, Eurelijus Žukauskas, LaMarr Greer, Piotr Samojlenko, Valentin Kubrakov, Nikołaj Chriapa, Alexander Miloserdov, Aleksiej Zozulin, Wiktor Kiejru, Aleksiej Łobanow, Vladimir Shevel, Taras Osipov (Trener: Stanislav Eremin)
2004/05 Dynamo St. Petersburg (Rosja):
Kelly McCarty, Ed Cota, Ognjen Aškrabić, Jón Arnór Stefánsson, Uładzimir Wieramiejenka, Andriej Ivanov, Władimir Shevel, Denis Khloponin, Dawid Bluthenthal, Mate Milisa, Andriej Sepelev, Igor Krotenkov, Anatoli Goritskov, Dramir Zibirov (Trener: David Blatt)
2005/06 Joventut Badalona (Hiszpania):
Rudy Fernández, Elmer Bennett, Luboš Bartoň, Andrew Betts, Paco Vazquez, Alex Mumbrú, Robert Archibald, Jesse Young, Aloysius Anagonye, Marcelinho Huertas, Dmitry Flis, Andre Turner, Ricky Rubio, Pau Ribas, Henk Norel (Trener: Aíto García Reneses)
2006/07 Akasvayu Girona (Hiszpania):
Ariel McDonald, Bootsy Thornton, Gregor Fučka, Fernando San Emeterio, Dainius Šalenga, Marko Marinović, Germán Gabriel, Marc Gasol, Darryl Middleton, Dalibor Bagarić, Víctor Sada, Marko Kešelj (Trener: Svetislav Pešić)
2007/08 Barons LMT Riga (Łotwa):
Demetrius Alexander, Giedrius Gustas, Armands Šķēle, Dainius Adomaitis, Michał Hlebowicki, J.P. Batista, Raimonds Vaikulis, Mārtiņš Kravčenko, Kaspars Bērziņš, Artūrs Brūniņš, Rinalds Sirsniņš, Rūdolfs Rozītis (Trener: Kārlis Muižnieks)
2008/09 Virtus Bolonia (Włochy):
Sharrod Ford, Petteri Koponen, Brett Blizzard, Jamie Arnold, Alex Righetti, Earl Boykins, Guilherme Giovannoni, Roberto Chiacig, Keith Langford, Riccardo Malagoli, Dušan Vukčević, Reyshawn Terry, Federico Lestini, Dimitri Lauwers (Trener: Matteo Boniciolli)
2009/10 BG Göttingen (Niemcy):
Robert Kulawick, Christopher McNaughton, Tobias Welzel, Taylor Rochestie, John Little, Ben Jacobson, Chester Frazier, Michael Meeks, Jason Boone, Dwayne Anderson, Chris Oliver, Antoine Jordan (Trener: John Patrick)
2010/11 KK Krka (Słowenia):
Goran Ikonić, Matej Rojc, Simon Petrov, Edo Murić, Smiljan Pavič, Dušan Đorđević, Zoran Dragić, Chris Booker, Bojan Krivec, Dragiša Drobnjak, Jure Balažič (Trener: Aleksandar Džikić)
2011/12 Beşiktaş JK (Turcja):
Mehmet Yagmur, Baris Hersek, Kartal Ozmizrak, Zoran Erceg, Mehmet Ali Yatagan, Adem Oren, Serhat Cetin, Marcelus Kemp, Carlos Arroyo, David Hawkins, Erwin Dudley, Pops Mensah-Bonsu (Trener: Ergin Ataman)
2012/13 Krasnyje Krylja Samara (Rosja):
Omar Thomas, Dmitrij Kułagin, Viktor Zaryazhko, Lamayn Wilson, Jewgienij Wasiljew, Andre Smith, Chester Simmons, Anton Puszkow, Nikita Bałaszow, DeJuan Collins, Jewgienij Kolesnikow, Aaron Miles (Trener: Siergiej Bazariewicz)
2013-14 Pallacanestro Reggiana (Włochy):
Federico Mussini, Ariel Filloy, Angelo Gigli, Rimantas Kaukenas, Andrea Cinciarini, Ojars Silins, Riccardo Cervi, James White, Greg Brunner, Michele Antonutti, Matteo Frassineti, Giovanni Pini, Troy Bell 
(Trener: Massimiliano Menetti)
2014-15 JSF Nanterre (Francja):
Jamal Shuler, Mykal Riley, Kyle Weems, T.J. Campbell, Mouhammadou Jaiteh, Jeremy Nzeulie, Joseph Gomis, Johan Passave-Ducteil, Laurence Ekperigin, William Mensah, Marc Judith 
(Trener: Pascal Donadieu)

## Polskie zespoły w pucharze
2003/04 – Polonia Warszawa, Anwil Włocławek

2004/05 – Anwil Włocławek

2005/06 – Śląsk Wrocław

2008/09 – Czarni Słupsk

2010/11 – Trefl Sopot

## MVP finałów/Final Four Eurochallenge (od 2004)
| Sezon   | MVP               |
| ------- | ----------------- |
| 2003–04 | Martin Müürsepp   |
| 2004–05 | Kelly McCarty     |
| 2005–06 | Rudy Fernández    |
| 2006–07 | Arriel McDonald   |
| 2007–08 | Giedrius Gustas   |
| 2008–09 | Keith Langford    |
| 2009–10 | Taylor Rochestie  |
| 2010–11 | Goran Ikonić      |
| 2011–12 | Pops Mensah-Bonsu |
| 2012–13 | Chester Simmons   |
| 2013–14 | Andrea Cinciarini |
| 2014–15 | Jamal Shuler      |

## Klasyfikacja finalistów
| Klub                       | Zwycięzca | Finalista | Lata zwycięstw | Lata finałów |
| -------------------------- | --------- | --------- | -------------- | ------------ |
| Krasnyje Krylja Samara     | 1         | 1         | 2013           | 2010         |
| Pallacanestro Reggiana     | 1         | 0         | 2014           | –            |
| Beşiktaş JK                | 1         | 0         | 2012           | –            |
| KK Krka                    | 1         | 0         | 2011           | –            |
| BG Göttingen               | 1         | 0         | 2010           | –            |
| Virtus Bolonia             | 1         | 0         | 2009           | –            |
| Barons LMT                 | 1         | 0         | 2008           | –            |
| CB Girona                  | 1         | 0         | 2007           | –            |
| Joventut Badalona          | 1         | 0         | 2006           | –            |
| BC Dynamo Saint Petersburg | 1         | 0         | 2005           | –            |
| Uniks Kazań                | 1         | 0         | 2004           | –            |
| Maroussi B.C.              | 0         | 1         | –              | 2004         |
| BC Kyiv                    | 0         | 1         | –              | 2005         |
| Chimki Moskwa              | 0         | 1         | –              | 2006         |
| Azowmasz                   | 0         | 1         | –              | 2007         |
| Dexia Mons-Hainaut         | 0         | 1         | –              | 2008         |
| Cholet Basket              | 0         | 1         | –              | 2009         |
| Lokomotiw Kubań            | 0         | 1         | –              | 2011         |
| Élan Chalon                | 0         | 1         | –              | 2012         |
| Pınar Karşıyaka            | 0         | 1         | –              | 2013         |
| Triumf Lubiercy            | 0         | 1         | –              | 2014         |

## Indywidualne rekordy
| Kategoria  | Zawodnik       | Zespół             |    |
| ---------- | -------------- | ------------------ | -- |
| Punkty     | Deron Williams | Beşiktaş JK        | 50 |
| Zbiórki    | Kenny Adeleke  | Banvit Bandırma    | 21 |
| Asysty     | Damir Mršić    | Dinamo Moskwa      | 17 |
| Asysty     | Travis Conlan  | Liège              | 17 |
| Przechwyty | Denis Mujagić  | ECM Nymburk        | 10 |
| Bloki      | Vincent Jones  | Ural Great Perm    | 8  |
| Bloki      | Marcus Douthit | Verviers-Pepinster | 8  |

## Liderzy statystyczni

### Punkty
| Sezon   | Zawodnik       | Zespół                 | PPG  | Mecze |
| ------- | -------------- | ---------------------- | ---- | ----- |
| 2003–04 | Duane Woodward | EKA AEL Limassol       | 21,4 | 14    |
| 2004–05 | Alvin Young    | Bene Ha-Szaron         | 22,6 | 11    |
| 2005–06 | Khalid El-Amin | Azowmasz Mariupol      | 19,8 | 12    |
| 2006–07 | Erwin Dudley   | Türk Telekom B.K.      | 21,4 | 14    |
| 2007–08 | Adrian Henning | Lappeenrannan NMKY     | 20,6 | 8     |
| 2008–09 | Austin Nichols | Hyères-Toulon          | 19,6 | 10    |
| 2010–11 | Ben Woodside   | Gravelines Dunkerque   | 18,5 | 13    |
| 2011–12 | Chris Copeland | Generali Okapi Aalstar | 20,1 | 11    |
| 2012–13 | Frank Hassell  | Hapoel Holon           | 20,2 | 11    |
| 2013–14 | Sharaud Curry  | KTP-Basket             | 20,1 | 10    |

### Zbiórki
| Sezon   | Zawodnik          | Zespół            | RPG  | Mecze |
| ------- | ----------------- | ----------------- | ---- | ----- |
| 2003–04 | Chris Ensminger   | GHP Bamberg       | 12,6 | 12    |
| 2004–05 | Art Long          | Azowmasz Mariupol | 11,9 | 15    |
| 2005–06 | Jaime Lloreda     | Lokomotiw Rostow  | 11,5 | 13    |
| 2006–07 | Tadas Klimavičius | KK Siauliai       | 9    | 12    |
| 2007–08 | Kenny Adeleke     | Banvit Bandırma   | 11   | 8     |
| 2008–09 | Abdullahi Kuso    | BC Sumykhimprom   | 8,8  | 10    |
| 2010–11 | Kyle Landry       | BK Prostějov      | 9,6  | 14    |
| 2011–12 | Pops Mensah-Bonsu | Beşiktaş JK       | 11,8 | 11    |
| 2012–13 | Frank Hassell     | Hapoel Holon      | 11,6 | 11    |
| 2013–14 | Maxime de Zeeuw   | Antwerpia Giants  | 8,0  | 11    |

### Asysty
| Sezon   | Zawodnik          | Zespół                  | APG | Mecze |
| ------- | ----------------- | ----------------------- | --- | ----- |
| 2003–04 | Stevin Smith      | Strauss Iscar Naharijja | 6,8 | 17    |
| 2004–05 | Khalid El-Amin    | Beşiktaş JK             | 7,2 | 20    |
| 2005–06 | Maurice Whitfield | CEZ Nymburk             | 5,8 | 12    |
| 2006–07 | Laurent Sciarra   | JDA Dijon               | 8,9 | 11    |
| 2007–08 | Jakov Vladović    | KK Zagrzeb              | 6,8 | 11    |
| 2008–09 | Earl Boykins      | Virtus Bolonia          | 5,5 | 14    |
| 2010–11 | Ben Woodside      | Gravelines Dunkerque    | 5,5 | 13    |
| 2011–12 | Jared Jordan      | Telekom Baskets         | 8,8 | 12    |
| 2012–13 | Aaron Miles       | Krasnyje Krylja Samara  | 6,7 | 15    |
| 2013–14 | Anton Glazunov    | Ural Yekaterinburg      | 7,1 | 13    |

### Przechwyty
| Sezon   | Zawodnik          | Zespół                | SPG | Mecze |
| ------- | ----------------- | --------------------- | --- | ----- |
| 2003–04 | Vidas Ginevičius  | Alita Alytus          | 2,9 | 12    |
| 2004–05 | Alvin Young       | Bene Ha-Szaron        | 3,2 | 11    |
| 2005–06 | Stevin Smith      | Dinamo Moskwa         | 2,3 | 12    |
| 2006–07 | Laurent Sciarra   | JDA Dijon             | 3   | 11    |
| 2007–08 | Travis Conlan     | Dexia Mons-Hainaut    | 2,5 | 12    |
| 2008–09 | Brian Greene      | BC Sumykhimprom       | 2,4 | 10    |
| 2010–11 | Darnell Wilson    | Antwerpia Giants      | 2,1 | 14    |
| 2011–12 | Kenneth Hasbrouck | EWE Baskets Oldenburg | 2,1 | 11    |
| 2012–13 | Jonte Flowers     | Kataja Basket         | 6,7 | 13    |
| 2013–14 | Mykal Riley       | JDA Dijon             | 2,1 | 10    |

### Bloki
| Sezon   | Zawodnik                   | Zespół            | BPG | Mecze |
| ------- | -------------------------- | ----------------- | --- | ----- |
| 2003–04 | Hryhorij Chiżniak          | Peristeri Ateny   | 2,5 | 11    |
| 2004–05 | Toni Simik                 | KK Rabotnički     | 2   | 12    |
| 2005–06 | Serhij Liszczuk            | Azowmasz Mariupol | 1,3 | 12    |
| 2006–07 | Serhij Liszczuk            | Azowmasz Mariupol | 2,1 | 17    |
| 2007–08 | Janar Talts                | Tartu Rock        | 1,5 | 13    |
| 2008–09 | Sharrod Ford               | Virtus Bolonia    | 2   | 16    |
| 2010–11 | Salah Mejri                | Antwerpia Giants  | 2   | 14    |
| 2011–12 | Anthony Gaffney            | Telekom Baskets   | 2,1 | 12    |
| 2012–13 | Jonas Wohlfarth-Bottermann | Telekom Baskets   | 1,6 | 14    |
| 2013–14 | Keith Benson               | Tsmoki-Mińsk      | 1,6 | 12    |

## Rekordy indywidualne

### Punkty
| Poz. | Zawodnik              | Zespół             | Mecz | Mecz            | 2P    | 3P    | FT    | Sezon   | Punkty |
| ---- | --------------------- | ------------------ | ---- | --------------- | ----- | ----- | ----- | ------- | ------ |
| 1    | Deron Williams        | Beşiktaş JK        | vs   | BG Göttingen    | 10/13 | 7/10  | 9/11  | 2011/12 | 50     |
| 2    | Bryan Hopkins         | Antwerpia Giants   | vs   | Hapoel Holon    | 3/6   | 9/16  | 9/10  | 2012/13 | 42     |
| 2    | Jerome Dyson          | Hapoel Holon       | @    | BCM Gravelines  | 6/8   | 7/13  | 9/10  | 2012/13 | 42     |
| 4    | Fernando San Emeterio | Akasvayu Girona    | vs   | JDA Dijon       | 2/2   | 10/11 | 5/5   | 2006/07 | 39     |
| 4    | Johnell Smith         | Svendborg Rabbits  | vs   | HKK Široki      | 13/17 | 0/0   | 13/14 | 2008/09 | 39     |
| 4    | Ernest Bremer         | BC Nizhny Novgorod | @    | Chimik Jużne    | 6/10  | 7/11  | 6/6   | 2011–12 | 39     |
| 7    | Duane Woodward        | AEL Limassol       | @    | Hapoel Tel Awiw | 8/13  | 4/5   | 10/13 | 2003–04 | 38     |
| 7    | Kendrick Johnson      | KK Rabotnički      | vs   | CEZ Nymburk     | 7/10  | 5/9   | 9/11  | 2004–05 | 38     |

### Zbiórki
| Poz. | Zawodnik          | Zespół               | Mecz | Mecz                   | Sezon   | Zbiórki |
| ---- | ----------------- | -------------------- | ---- | ---------------------- | ------- | ------- |
| 1    | Kenny Adeleke     | Banvit Bandırma      | vs   | K.R. Reykjavík         | 2007/08 | 21      |
| 2    | Jaime Lloreda     | Lokomotiw Rostov     | @    | Dexia Mons-Hainaut     | 2005/06 | 20      |
| 2    | Randal Falker     | Cholet Basket        | vs   | Telekom Baskets        | 2008/09 | 20      |
| 2    | Lance Williams    | Banvit Bandırma      | @    | Generali Okapi Aalstar | 2009/10 | 20      |
| 2    | Pops Mensah-Bonsu | Beşiktaş JK          | vs   | Élan Chalon            | 2011/12 | 20      |
| 6    | Chris Ensminger   | GHP Bamberg          | vs   | KK Hemofarm            | 2003/04 | 19      |
| 6    | Travon Bryant     | Iraklis Thessaloniki | vs   | Paris Basket Racing    | 2004/05 | 19      |
| 6    | Art Long          | Azowmasz             | @    | RBC Verviers-Pepinster | 2004/05 | 19      |
| 6    | Jaime Lloreda     | Lokomotiw Rostow     | vs   | KK Zadar               | 2005/06 | 19      |
| 6    | Ante Tomić        | KK Zagrzeb           | vs   | BK Prostějov           | 2008/09 | 19      |
| 6    | Sean Finn         | Lugano Basket        | @    | Triumf Lubiercy        | 2010/11 | 19      |
| 6    | Márton Báder      | Szolnoki Olaj KK     | @    | Hapoel Holon           | 2012/13 | 19      |

### Asysty
1.  Damir Mršić (Dinamo Moskwa) 17 as. vs. ECM Nymburk (2003/04)

-'-   Travis Conlan (Liège Basket) 17 asts @ KK Siauliai (2006/07)

3.  Khalid El-Amin (Beşiktaş JK) 15 as. vs. Azowmasz Mariupol (2004/05)

4.  Hakan Köseoğlu (Tuborg Pilsener İzmir) 14 as. vs. Bene Ha-Szaron (2004/05)

-'-   Eric Micoud (JDA Dijon) 14 as. vs. Ionikos NF (2004/05)

-'-   Avishai Gordon (Gelil Eljon Golan) 14 as. vs. BCM Gravelines (2005/06)

-'-   Travis Conlan (Liège Basket) 14 as. vs. KK Siauliai (2006/07)

-'-   Gregory Renfroe (VEF Ryga) 14 as. vs. KK FMP Belgrad (2009/10)

-'-   Jared Jordan (Telekom Baskets Bonn) 14 as. @ Pınar Karşıyaka (2011/12)

### Przechwyty
1.  Denis Mujagić (ECM Nymburk) 10 prz. @ SLUC Nancy (2003/04)

2.  Joe Ira Clark (Uniks Kazań) 9 prz. @ Hapoel Gelil Eljon (2004/05)

3.  Petr Samoylenko (Uniks Kazań) 8 prz. vs. Alita Alytus (2003/04)

-'-   Alvin Young (Bene Ha-Szaron) 8 prz. vs. Dexia Mons-Hainaut (2004/05)

-'-   Kelvin Gibbs (Hapoel Tel Awiw) 8 prz. vs. KK Lavovi 063 (2004/05)

-'-   Adrian Pledger (Strauss Iscar Naharijja) 8 prz. vs. Ural Great Perm (2004/05)

-'-   Rolando Howell (Energa Czarni Słupsk) 8 prz. vs. Uniks Kazań (2008/09)

-'-   Curtis Millage (Chimik Jużne) 8 prz. vs. Maccabi Hajfa (2010/11)

-'-   Franklin Robinson (Maccabi Hajfa) 8 prz. vs. Lukoil Academic (2010/11)

-'-   Andre Harris (JDA Dijon) 8 prz. @ Gaz Metan Mediaș (2012/13)

-'-   Jermaine Flowers (Joensuun Kataja) 8 prz. @ Asesoft Ploiești (2012/13)

### Bloki
1.  Vincent Jones (Ural Great Perm) 8 bl. vs. GHP Bamberg (2003/04)

-'-   Marcus Douthit (RBC Verviers-Pepinster) 8 bl. vs. Ural Great Perm (2004/05)

3.  Hryhorij Chyżniak (GS Peristeri Athens) 7 bl. vs. Dexia Mons-Hainaut (2003/04)
 
-'-   Krzysztof Ławrynowicz (Ural Great Perm) 7 bl. vs. Strauss Iscar Naharijja (2003/04)

5.  Vincent Jones (Ural Great Perm) 6 bl. vs. Skonto Ryga (2003/04)

-'-   Donald Little (Dinamo Moskwa) 6 bl. vs. ECM Nymburk (2003/04)

-'-   Eurelijus Žukauskas (Uniks Kazań) 6 bl. @ Alita Alytus (2003/04)

-'-   Alexander Petrenko (Chimki Moskwa) 6 bl. @ Bene Ha-Szaron (2004/05)

-'-   Denis Ershov (Chimki Moskwa) 6 bl. vs. SIG Basket Strasbourg (2004/05)

-'-   Denis Ershov (Chimki Moskwa) 6 bl. @ Uniks Kazań (2004/05)

-'-   Avis Wyatt (ABC Amsterdam) 6 bl. @ Energy Invest Rustavi (2007/08)

-'-   Janar Talts (Tartu Rock) 6 bl. vs. Ural Great Perm (2007/08)

-'-   Ken Johnson (Telekom Baskets Bonn) 6 bl. vs. Keravnos (2008/09)

-'-   Joakim Kjellbom (BC Armia) 6 bl. vs. BG Göttingen (2011/12)